# Batalla de la Bahía de Santoña
La batalla de la Bahía de Santoña (14-27 de agosto de 1639) fue una exitosa invasión naval francesa en el transcurso de la Guerra franco-española. La escuadra francesa, al mando del Arzobispo de Burdeos, Henri d'Escoubleau de Sourdis, que estaba formada por 189 navíos con el apoyo de 12.000 hombres, saqueó y arrasó las villas marineras de Santoña y de Laredo, apoderándose de un galeón real español nuevo totalmente equipado y provocando la destrucción de un segundo (el Nuestra Señora de la Concepción) por su propia tripulación para evitar su captura. El pecio de este último aún está en el lugar de su hundimiento.

## Contexto
En 1636, tras una serie de victorias, las fuerzas españolas en los Países Bajos Españoles, al mando del Cardenal-Infante, habían alcanzado Corbie, amenazando la propia París. El cardenal Richelieu y sus aliados holandeses y suecos emprendieron una nueva ofensiva a gran escala en todos los frentes. En 1638 las fuerzas francesas al mando de Enrique II de Borbón-Condé y el arzobispo de Burdeos invadieron Guipúzcoa, poniendo sitio a la estratégica plaza de Fuenterrabía. Un primer intento español de socorro acabó siendo interceptado por la flota del Arzobispo de Burdeos, culminando en la desastrosa batalla de Guetaria, que supuso la pérdida de 11 galeones al mando del almirante Lope de Hoces, sino también a la destrucción total del pueblo de Guetaria. Un segundo ejército, comandado por Juan Alfonso Enríquez de Cabrera, derrotó totalmente a los franceses y liberó la plaza el 7 de septiembre de 1638.
Sin embargo, la flota del arzobispo de Burdeos siguió hostigando las costas cantábricas, y bloqueó a la armada española surta en el puerto de la Coruña. Tras retornar a las costas gasconas, en agosto de 1639 emprendió una nueva campaña al mando de más de 40 galeones de guerra, 8 fragatas, 20 brulotes, 12 transportes de tropas y 120 barcos menores de apoyo, 2000 mosqueteros del regimiento La Couronne y 10 compañías de infantes de marina, con 5.200 hombres.

## La batalla
Ante la amenaza de la flota del Arzobispo, en la bahía de Santoña se habían refugiado dos galeones, la capitana y la almiranta de la Escuadra de Galicia, recién construidos en los astilleros de Deusto. Insuficientemente armados y tripulados, su objetivo era reunirse con otros 5 navíos en Santander, y dirigirse a La Coruña, donde se hallaba fondeada, procedente de Cádiz, el grueso de la Armada del Mar Océano, al mando de Antonio de Oquendo.
Los franceses, en vista de la debilidad de las defensa, introdujeron su armada al completo en la bahía, batiendo las baterías artilleras de los defensores. Ante la imposibilidad de la defensa, el corregidor, Luis Rejón de Silva, se retiró a Colindres con las milicias locales sin presentar resistencia armada. La villa de Laredo fue totalmente saqueada, a excepción de las iglesias, llevándose hasta los enrejados de las ventanas. Se libró de ser incendiada por los ruegos de los frailes de San Francisco ante el Arzobispo. El valor de lo robado ascendió a 100.000 ducados.
El 15 de agosto comenzó el desembarco en Santoña. La capitana fue abordada y sus 14 defensores huyeron a nado ante la imposibilidad de defenderla, quedando intacta en manos francesas. La capitana (la Nuestra Señora de la Concepción) se defendió con ferocidad, para ser finalmente hundida por su propia tripulación el 16 de agosto, evitando que cayera en manos del enemigo. La villa de Santoña, fue saqueada e incendiada a excepción de sus iglesias.
El intento francés de remontar la ría de Treto para destruir los astilleros de Colindres fue rechazado por las baterías españolas, de modo que los invasores resistieron, dedicando los días siguientes a continuar con la destrucción en la bahía y embarcar el botín. Se llevaron cuatro banderas y 150 piezas de artillería, la mitad de bronce; destruyeron 200 pinazas y barcas. Ante la proximidad de la flota de Antonio de Oquendo, el 27 de agosto el Arzobispo levó anclas y volvió a su base en Francia.